# Eutrichocladius strenzkei
Eutrichocladius strenzkei är en tvåvingeart som först beskrevs av Gowin 1943.  Eutrichocladius strenzkei ingår i släktet Eutrichocladius och familjen fjädermyggor.
Artens utbredningsområde är Österrike. Inga underarter finns listade i Catalogue of Life.